# Pang Wei
Pang Wei (chinês simplificado 庞伟, chinês tradicional 龐偉; Baoding, 19 de julho de 1987) é um atirador olímpico chinês, medalhista de ouro na prova de pistola de ar 10 m masculino, durante os Jogos Olímpicos de Verão de 2008.
Em 27 de julho de 2021, conquistou o ouro na pistola de ar 10 m de duplas mistas em Tóquio 2020 ao lado da Jiang Ranxin.